# Jawa 50/23 Mustang

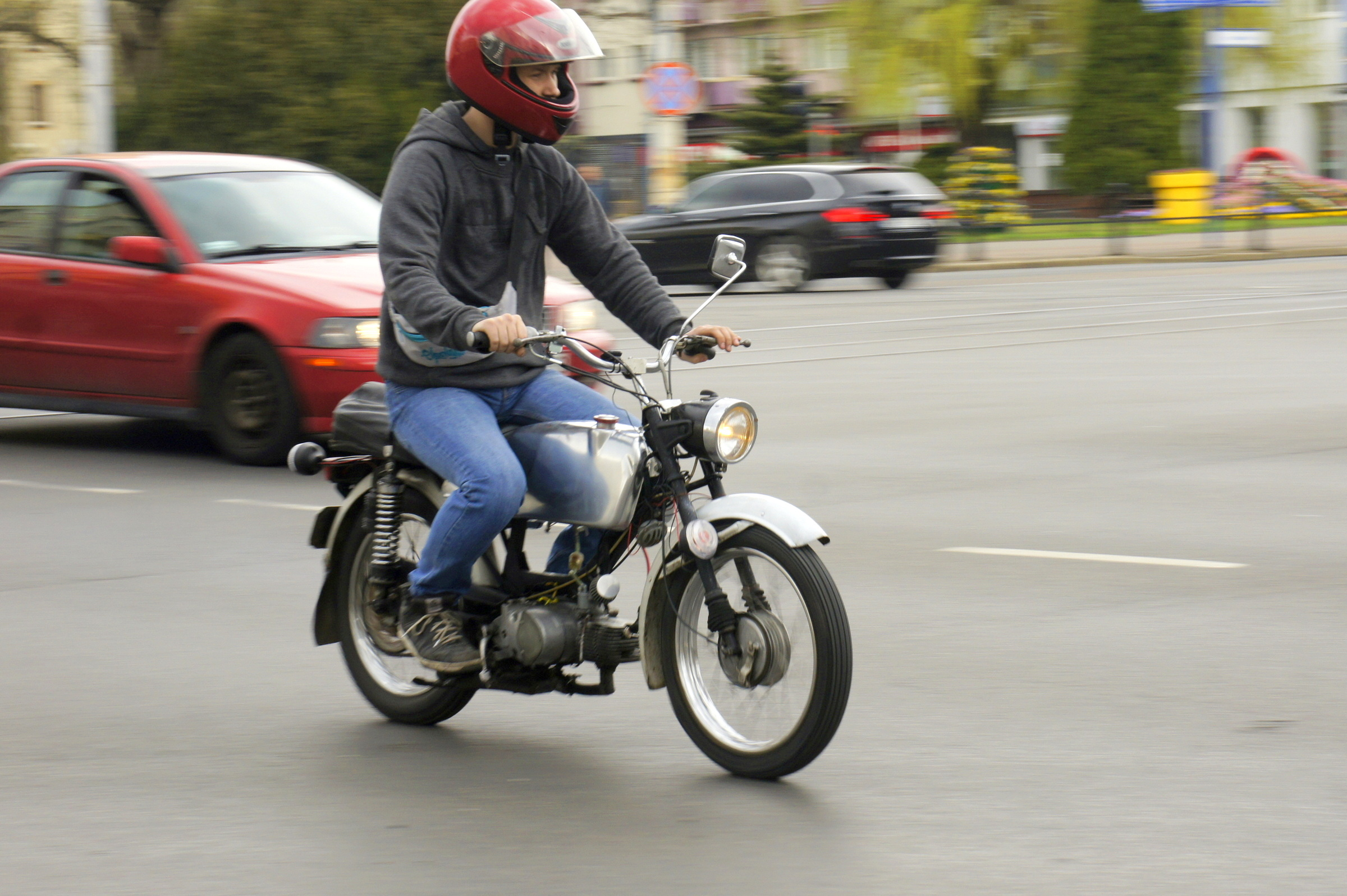

Jawa 50 typ 23 a 23A Mustang je malý nekapotovaný motocykl se zdvihovým objemem motoru 50 kubických centimetrů. Mustang je nejnovější typ motocyklů ze série „pionýr“ (Jawa 550, 555, 05, 20, 21 sport). Vznikl ze spolupráce Považských strojíren a italské firmy Italjet. Je to dvousedadlový motocykl lehké konstrukce s jednoválcovým dvoudobým motorem.

## Verze

### Provedení 23A (1969-1975)
Od roku 1969 do roku 1975 byla vyráběna především pro export verze 23A. Rám vychází z předchůdce typu 50/20 a má navařené úchyty pro nádrž, sedadlo a blatníky. Přední světlomet je převzatý z SK-90, doplněný o přepínač. Toto provedení má světelný výkon 20 W (15 W pro přední žárovku a 5 W pro zadní) a proud vytváří dvě oddělené cívky 15 W + 5 W, obojí 6V.
- Od roku 1971:
  - Nové zadní kyvné vidlice z ocelových trubek (předtím z plechových výlisků)
  - Kulatý tachometr do 80 km/h (předtím hranatý do 120 km/h)
  - Řídítka pouze bez hrazdy
  - Benzínový kohoutek přichycen k nádrži maticí (předtím pouze šroubovaný do nádrže)
  - Kastlík na nářadí bez pantu s odnímatelnými dvířky (předtím na pantu)
  - Pružina vracení stojanu uchycena k nosníku stupaček (dosud zaháknutá v klínku mezi bloky motoru)
- Od roku 1972:
  - Nový kryt řetězu z jednoho plechu, s otevřeným špičatým koncem
- Od roku 1974:
  - Trubková zadní kyvná vidlice
  - Zadní tlumiče bez krytů s chromovanými pružinami
  - Jiný typ benzínového kohoutku
  - Široká řídítka bez hrazdy s jednoduchým svařovaným spojem uprostřed ve tvaru "T", zakrytým malým plechem
  - Kluzáky přední teleskopické vidlice nekryté manžetami (nahrazeny vlisovanými pouzdry s těsněním v nosných trubkách)

### Provedení 23 (1975-1982)
V průběhu let se na původním provedení 23A odehrály jen menší změny ve výrobě. S nástupem výroby 23 je nejvýznamnějším rozdílem jiný světelný výkon, nyní 30 W (25 W pro přední žárovku a 5 W pro zadní) o který se starají dvě do série zapojené cívky 15 W + 15 W, obojí 3V.
- Od roku 1975:
  - Světelný výkon nyní 30 W (25 W + 5 W, cívky: 3V 15 W + 15 W v sérii), předtím 20 W (15 W + 5 W, cívky: 6V 15 W + 5 W samostatně)
  - Ovládací páčky na řídítkách lisované z ocelového plechu s kuličkami na koncích
  - Přední blatník s nanýtovanými příchytnými plechy
  - Nový tvar výfuku s otevřeným koncem
- Od roku 1979:
  - Kluzáky kryté manžetami
  - Přední vidlice jako montážní komplet
  - Přední blatník je uchycen k teleskopům zevnitř
  - Na konci rovně seříznutý výfuk
  - Změny v tlumiči výfuku
  - Podsedadlová vzpěra ve spodní části na obou koncích rozlisovaná s vyvrtanými dírami

### JAWA 223.200
U modelu JAWA 23 proběhla v roce 1976 modernizace, která se týkala pouze vzhledu. Na nádrži samolepky "JAWA". V roce 1977 byl změněn název na JAWA 223.200 a u typu 23A na 223.100. Vzhled zůstal beze změn, pouze místo samolepek byly nápisy stříkany barvou. Toto provedení vydrželo až do konce výroby v roce 1982.

## Technické parametry

### Motor
- rozvod pístem
- mazací poměr: 1 : 33
- Při záběhu : 1 : 25

### Elektroinstalace
- zapalování - setrvačníkový magnet PAL
- světelný výkon 20 W (od roku 1975 30 W)
- zapalovací cívka 8V -02-9210.30
- přední žárovka 15/15W, později 25/25 W
- zadní žárovka 5W
- zapalovací svíčka PAL 14-8R (Brisk N15C/N14C)
- předstih zážehu 1,6 - 1,9
- vzdálenost kontaktů přerušovače 0,4 mm (odtrh)

### Převody
- řazení nožní pákou na levé straně
- primární převod - poměr 2,43 : 1 (14/34 zubů)
- primární převod - válečkový řetěz (ČZ - Favorit 3/8" x 3/8" - 44 článků)
- sekundární převod - poměr 4,58:1 (12/55), nebo 4,23:1 (13/55)
- sekundární převod - válečkový řetěz (12,7 x 5,2 - 111+1 článek)

##### Poměr převodů
- 1. převod 1 : 2,94 (24/14x24/14)
- 2. převod 1 : 1,716 (24/14x18/20)
- 3. převod 1 : 1 přímý záběr

Celkové převody: I. (sekundární kolečko 13 zubů)
- 1. převod 1 : 30,03
- 2. převod 1 : 16,44
- 3. převod 1 : 11,13

Celkové převody: II. (sekundární kolečko 12 zubů)
- 1. převod 1 : 30,03
- 2. převod 1 : 16,44
- 3. převod 1 : 11,13

### Podvozek
- rám svařovaný z ocelových trubek čtyřhranného profilu
- přední vidlice teleskopická bez tlumení
- zadní vidlice kyvná vidlice, odpružení dvěma samostatnými pružícími jednotkami s kapalinovými tlumiči

### Kola
- přední kolo drátové na ocelovém ráfku - 1,5 A x 16
- zadní kolo drátové na ocelovém ráfku - 1,5 A x 16
- počet drátů - 36 ks
- délky drátu - 160 mm (závit drátu je M 3,5)

### Rozměry a hmotnosti
- Světlost 120 mm
- Suchá hmotnost 65 kg (bez paliva)
- Nosnost 160 kg

### Výkony
- nejvyšší rychlost 65 km/h
- největší stoupavost 25 %
- průměrná spotřeba paliva 2,3 - 3,5 litru/100 km